# Anopheles refutans
Anopheles refutans este o specie de țânțari din genul Anopheles, descrisă de Alfred William Alcock în anul 1913.
Este endemică în Sri Lanka. Conform Catalogue of Life specia Anopheles refutans nu are subspecii cunoscute.